# Grotella citronella
Grotella citronella är en fjärilsart som beskrevs av Barnes och Mcdunnough 1916. Grotella citronella ingår i släktet Grotella och familjen nattflyn. Inga underarter finns listade i Catalogue of Life.